# Anatole de Boucherville
Anatole de Boucherville, de son nom complet Jules Paul Henri Denis Anatole Boucher de Boucherville, est un fonctionnaire, journaliste et écrivain mauricien, né à Moka, île Maurice, le 15 avril 1848 et mort à Paris le 27 février 1924.

## Biographie

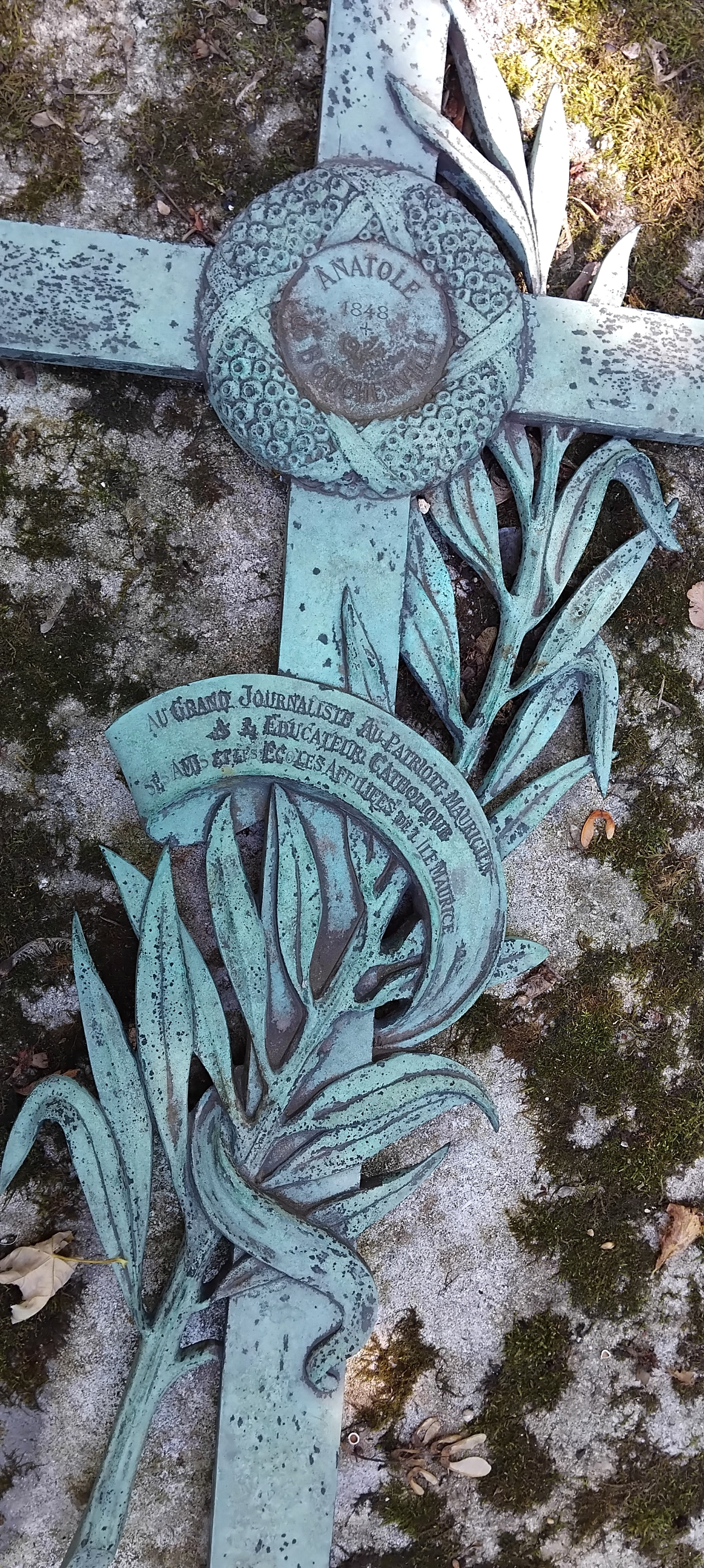
Sépulture d'Anatole de Boucherville au cimetière de Montmartre

Anatole de Boucherville est le fils de Denis-Émile Boucher de Boucherville (1798-1875) et de sa seconde épouse, Emérantienne Eugénie Fontaine. Il est un descendant de Pierre Boucher (1592-1717), gouverneur de Trois-Rivières, explorateur français et seigneur de Grosbois, de Sainte-Marie, de Boucher et de Boucherville en Nouvelle-France, fondateur de la ville québécoise de Boucherville. Louis René Boucher de Boucherville (1736-1825), né à Montréal, capitaine au régiment Isle de France, marié à Port-Louis en 1776 avec Claudine Charlotte Drouet, mort à Rivière Noire (Maurice), est l'arrière grand-père d'Anatole de Boucherville. 
Il épouse Alexandrine-Marie Leblanc le 2 décembre 1871 à l'Île Maurice.
Anatole de Boucherville est journaliste et propriétaire du journal "Croix et Patrie". Il est juge de paix à Rivière-Noire, Maurice. D'abord opposé au rétrocessionnisme mauricien développé par Édouard Laurent, il rejoint le mouvement à la fin de la Première Guerre mondiale.
De 1921-1924, il est membre correspondant de l'Académie de l'île de La Réunion. Il est secrétaire de la Société d'Emulation Intellectuelle.
Il vit en 1922 à Paris où il meurt. Il est inhumé au cimetière de Montmartre, 23e division avec son frère consanguin, Ferdinand de Boucherville (1828-1854).

## Publications
- The Credit foncier. Parliamentary report, 1863
- L'erreur antisociale, son principe et ses conséquences, 1881
- Les richesses du pauvre, Avignon, Aubanel frères, 1916 (lire en ligne)
- Pour l'amitié anglo-française : un gage de cette amitié, Largentière, Mazel, 1923